# 三拗汤
三拗湯，中醫方劑名，為辛溫解表劑，此劑出自宋代太平惠民和劑局所編寫的《太平惠民和劑局方》 。此外，在《麻疹闡註》、《扶壽精方》、《一盤珠》等中醫典籍中也有收錄此方。

## 功用
宣肺平喘，其組方藥物在近10年來出現在發作期哮喘症治中，占哮喘發作期方劑的組成部分。

## 方劑組成
有不同的組成，出處及組成如下：
- 《太平惠民和劑局方》卷二（續添諸局經驗秘方）：甘草（不炙）、麻黃（不去根節）、杏仁（不去皮尖）各等分，研為粗末，加生薑5片，水煎。以衣被蓋覆睡，取微汗為度[4]。
- 《麻疹闡注》卷一方：麻黃、石膏、杏仁，水煎服。
- 《扶壽精方》：麻黃5錢，石膏1兩，細茶5錢，甘草5錢（火炮，去皮）。
- 《一盤珠》麻黃茸8分，杏仁8分，桔梗8分，荊芥8分。

## 方義
- 麻黃主發汗，在《傷寒論》[5]當中，一般皆有「去節」的要求，但本方卻保留之，在《醫方集解》中解釋其帶節的原因，乃在於去節之麻黃，發汗力較強；本方只取微汗，發汗不宜太過，故不去節。
- 杏仁主止咳平喘，潤腸通便，《藥品化義》[6]中指出，杏仁若連皮尖則藥力銳，去皮尖則藥緩。
- 甘草若炙過，有緩和藥性的作用，但若生用，則藥效速率較快，在《醫方集解》中有提及：「甘草生用，補中有發也。」